# 라샤드 제임스
라샤드 제임스(Ra'shad James), 1990년 3월 5일 ~ )는 원주 동부 프로미에 속해 있는 농구 선수이다.